# خيسوس شافيز
خيسوس شافيز (بالإسبانية: Jesús Chávez)‏ مواليد 12 نوفمبر 1972 في شيواوا، المكسيك، هو ملاكم مكسيكي يصنف ضمن فئة وزن الريشة. حقق بطولة المجلس العالمي للملاكمة وبطولة الاتحاد الدولي للملاكمة.

## إحصائيات
خاض خلال مسيرته 52 نزالا، فاز في 44 ولم يتعادل وخسر في 8. فاز بالضربة القاضية في 30 نزالا.

## روابط خارجية
- خيسوس شافيز على موقع بوكس ريك (الإنجليزية) (registration required)